# Sander Levin
Sander Martin Levin (Detroit, 6 settembre 1931) è un politico e avvocato statunitense, membro della Camera dei Rappresentanti per lo stato del Michigan dal 1983 al 2019.

## Biografia
Dopo aver studiato all'Università di Chicago, alla Columbia University e ad Harvard, Levin aprì uno studio legale, in cui lavorò finché nel 1965 venne eletto al Senato del Michigan.
Nel 1970 abbandonò il Senato di stato per cercare l'elezione a governatore, ma fu sconfitto dall'avversario repubblicano. La stessa cosa si verificò quattro anni dopo.
Nel 1983 approdò alla Camera dei Rappresentanti e fu rieletto per altri quattro mandati. Nel 1993 dovette affrontare alcune difficoltà per via del cambio di distretto, riconfigurato dopo il censimento del 1990, ma fu comunque eletto.
Da quel momento fu sempre rieletto, anche se con percentuali di voto oscillanti.
Sander è il fratello maggiore di Carl Levin, senatore per lo stato del Michigan dal 1979. Levin è stato sposato con Vicki fino alla sua morte nel 2008. I Levin hanno avuto quattro figli e nove nipoti; Andy Levin, uno dei suoi figli, è anche il suo successore alla Camera dei rappresentanti.